# 張國賓
張國賓（？—？），山东济阳人，清朝政治人物。举人出身。
咸丰八年，署任廣東廣州府永安縣知縣（現紫金縣知縣）。后由臧天祿接任。